# Lobizon ojangureni
Lobizon ojangureni is een spinnensoort in de taxonomische indeling van de wolfspinnen (Lycosidae).
Het dier behoort tot het geslacht Lobizon. De wetenschappelijke naam van de soort werd voor het eerst geldig gepubliceerd in 2009 door Piacentini & Cristian J. Grismado.